# Julien Cagnina
Julien Cagnina (Liegi, 4 giugno 1994) è un tennista belga inattivo dal 2021.

## Biografia
Destrimane, risiede a Liegi, sua città natale.
Da junior ha vinto il doppio del Les Petits As nel 2008 insieme al connazionale Jeroen Vanneste.
Il suo anno migliore è stato il 2017, quando in singolare ha raggiunto la posizione numero 239 del ranking mondiale.
Dal 2018 è membro della squadra belga di Coppa Davis, dove ha perso l'unico match finora disputato.